# Церковная музыка

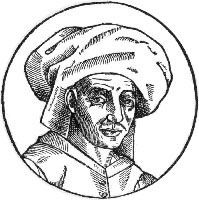
Жоскен Депре в XVI веке приобрел репутацию величайшего композитора эпохи.

Церковная музыка — вокальная и инструментальная музыка христианской церкви (православной, католической и протестантской), сопровождающая христианское богослужение.

## История
Самым древним жанром христианской богослужебной музыки является Псалом, заимствованный первыми христианами у иудеев. Псалмы Давида в Ветхозаветные времена пелись не только в качестве обязательной части богослужений в единственном на земле Иерусалимском храме, но и в многочисленных синагогах в разных городах, и даже в домашних молитвах. Сам Иисус Христос часто пел псалмы со своими учениками:

«И, воспев, пошли на гору Елеонскую.»
— Мф. 26:30

«И, воспев, пошли на гору Елеонскую.»
— Мк. 14:26
Переведённые с еврейского языка на греческий язык и на латынь, псалмы остались в основе христианского богослужения. Исполнялись они в один голос — в унисон, как это было принято у иудеев, но без инструментального сопровождения.
Однако, уже апостол Павел авторитетно свидетельствует об активном участии христиан в сочинении различных Новозаветных молитв и песнопений:

«Когда вы сходитесь, и у каждого из вас есть псалом, есть поучение, есть язык, есть откровение, есть истолкование, — все сие да будет к назиданию. Если кто говорит на [незнакомом] языке, [говорите] двое, или много трое, и то порознь, а один изъясняй.»
— 1Кор. 14:26—27
По данным византийского историка V века Сократа Схоластика, уже в I веке епископом Антиохийским Игнатием Богоносцем в христианское богослужение введено особое антифонное пение. Вслед за этим выработалась особая (псалмодическая) манера исполнения псалмов, — медлительная речитация, не допускающая выражения эмоций. Вместе с текстами псалмов эту манеру исполнения унаследовала и Литургия.
Ещё в античных временах в музыке древних греков установился и закрепился Пифагоров строй, благодаря чему появились — натуральные (Церковные тоны) диатонические лады (ладовые звукоряды, гармонии), присущие традиционной народной и религиозной музыке. Некоторые из них легли в основу особых церковных напевов — гласов:	
1. дорийский,
2. фригийский,
3. лидийский,
4. миксолидийский.

Позже появились ещё 4 — производные (косвенные, побочные — лат. toni plagales):
1. иподорийский, начинающийся с ноты «ля», и имеющий доминанту на 6-й ступени,
2. ипофригийский, начинающийся с «си», с доминантой на 7-й ступени,
3. иполидийский, — с «фа», с доминантой на 6-й ступени,
4. ипомиксолидийский, — с «ре», с доминантой на 7-й ступени.

Так получилось восемь гласов — Осмогласие. Впервые эти гласы предложил епископ Амвросий Медиоланский, но ввёл в общецерковную практику — Григорий Двоеслов папа Римский. Каждому песнопению подбирается какой-либо один из этих восьми гласов, чья мелодия в наилучшей степени соответствует количеству слогов в каждой отдельной смысловой фразе и последовательной ритмике ударных и безударных слогов старогреческого оригинала богослужебного текста. В исключительных случаях создаются специальные мелодии различных подобнов и самогласнов.
Каждый глас имеет несколько вариантов торжественности и сложности, в зависимости от степени важности момента богослужения:
- стихирный (для стихир),
- седальный (для седальнов),
- тропарный (для тропарей),
- кондакарный (для кондаков),
- ирмосной (для ирмосов),
- эксапостиларный (для ексапостилариев),
- и другие.

Преподобный Роман Сладкопевец в VI веке обогатил церковную музыку кондаками. В VII веке благодаря преподобному Андрею архиепископу Критскому, в церковную музыку, как особый музыкальный жанр, прочно вошёл канон (песнопение), а в VIII веке преподобный Иоанн Дамаскин окончательно закрепил музыкальную систему осмогласия (Октоих).
При переводе церковных песнопений с греческого языка на латинский, сирийский, грузинский, армянский, арабский, церковнославянский или на любой другой язык, стихотворная метрика изначального текста полностью утрачивается. Кроме того, у многих народов Востока существуют музыкальные интервалы, меньшие полутона (четвертитон, трететон, шестинатон, микротон и т.д), что существенно меняет всю мелодию церковной музыки.

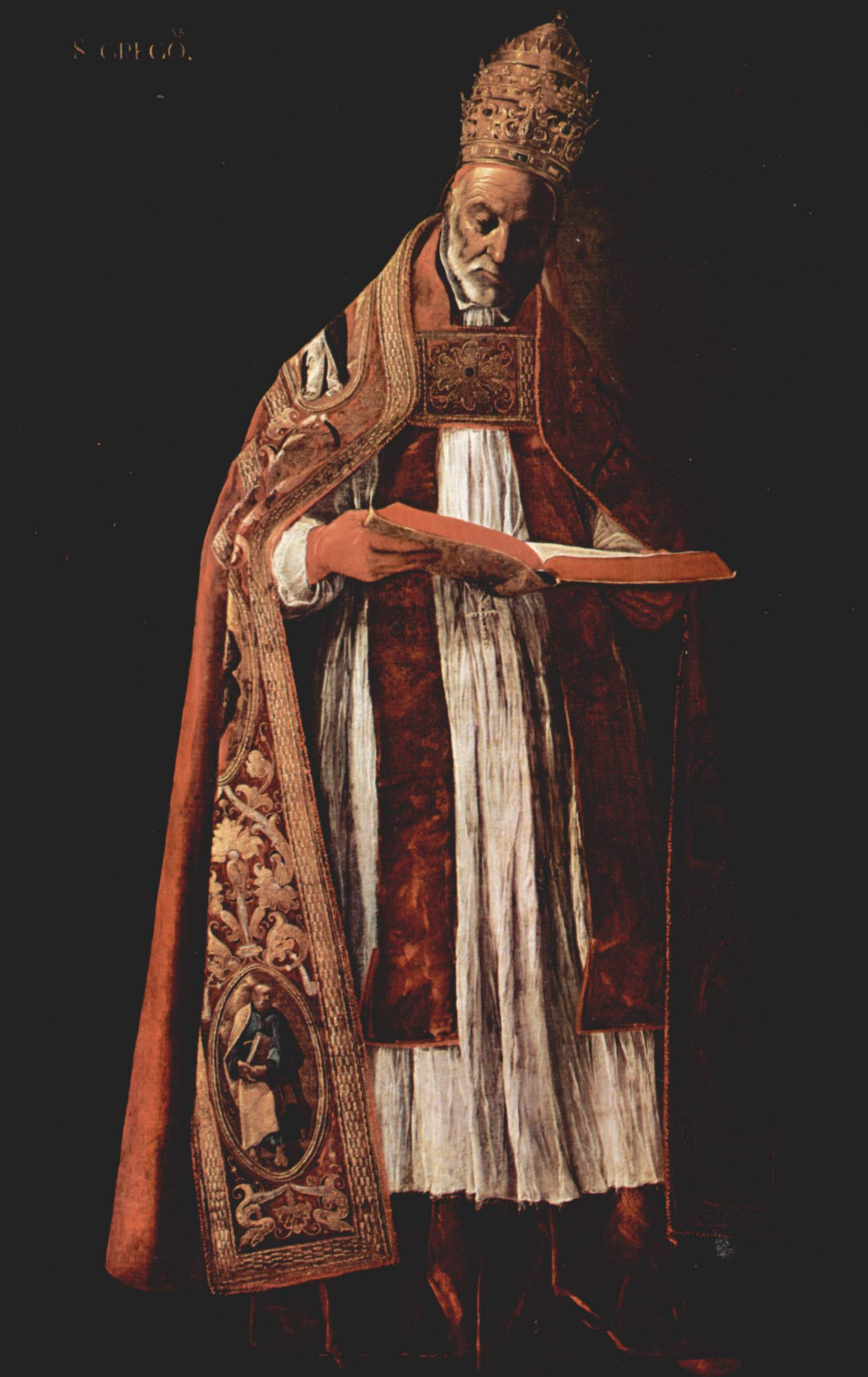
Папа Григорий I

В Западной Европе в VIII—IX веках сложился стиль богослужебного пения, названный «григорианским» в честь папы Григория I, поскольку традиция приписывала ему авторство большей части песнопений римской литургии. Одноголосное григорианское пение (или григорианский хорал) предусматривало разные, но строго определённые степени распева — от речитации до мелодически развитых напевных построений. При этом в целом манера исполнения оставалась строгой, сдержанной, с плавными переходами, постепенными подъёмами и нисхождениями. Распев строго подчинялся тексту, который и определял его ритмику. При этом в церковном хоре присутствовали исключительно мужские голоса. В григорианском пении различаются два типа исполнения: антифонное — чередование двух хоров и респонсорное — пение солиста чередуется с небольшими репликами хора.
Основу раннехристианского богослужения, составляли библейские тексты; постепенно к ним добавлялись новые части, специально сочинённые, однако имена авторов этих текстов нам по большей части неизвестны: либо история их не сохранила, либо авторство оспаривается (как, например, знаменитый гимн «Све́те ти́хий…»). Таким же анонимным изначально было и музыкальное оформление, которое вырабатывалось в процессе отбора, переработки и унификации. Григорианское пение развивалось и усложнялось вместе с текстом литургии, и уже в IX веке на его основе складывались ранние формы церковного многоголосия — 2-голосный органум. В дальнейшем своём развитии многоголосие вытеснило григорианский хорал.

## Музыка в православном богослужении
Важнейшими жанрами православной богослужебной музыки, помимо общих для всех христианских конфессий псалмов и антифонов, являются тропарь, стихира, канон (песнопение), ектения, кондак, величание, евхаристические песнопения «Иже херувимы», «Милость мира» и др.
В полностью сформировавшемся православном богослужении пение сопровождает все его части — литургию (обедню), вечерню и утреню (в канун больших праздников — всенощное бдение) и т. д., чины крещения, венчания, погребения, а также требы — молебны, панихиды и др. Ещё в Византии для разных жанров и различных частей богослужения сложились разные манеры пения — распевы.
Православное богослужение, в отличие от католического, является исключительно вокальным. Инструментальное сопровождение не допускаются. Православная церковь не приняла «органное гудение»; здесь единственным инструментом по-прежнему оставался человеческий голос.
После оккупации Юго-Западной Руси Литвой, а затем — католической Польшей и венграми, в русском православном пении были заимствованы техника и стиль западноевропейской партесной музыки. В Русском государстве, и особенно в Российской империи, уже с XVII века укоренялась мода на всё европейское, в том числе и в церковном пении. Поэтому распространённые мелодии (чаще всего Киевских напевов в четыре голоса), звучащие в храмах современной Русской православной церкви, не имеют ничего общего с древнерусскими знаменными и, тем более, с византийскими распевами.

### Распевы
Самой простой манерой исполнения была псалмодия — чтение нараспев (литургический речитатив); псалмодия предназначалась для чтения Евангелия, Апостола и Пророчеств.
Самым сложным было кондакарное пение — широкий распев, украшенный мелодическими вставками. В Византии он применялся для самых торжественных песнопений службы — кондаков (значительных по объёму гимнов, в которых строфы, исполняемые солистом, перемежались хоровыми рефренами) и киноников. Это виртуозное пение культивировалось и в Киевской Руси — для исполнения киноников, стихов из псалмов и припевов к ним. Но усложнённость кондакарного пения в конце концов стала причиной его исчезновения — уже к XIV веку.
Кондакарное пение иногда рассматривают как разновидность знаменного распева, который господствовал в русском православном богослужении с XI по XVII век. В зависимости от характера песнопения и его места в службе применялись три разновидности распева: малый знаменный, отличавшийся простотой мелодики, построенный на чередовании музыкальных строк, от 2-4 до 9 и более. Центральное место в богослужении занимал собственно знаменный, или столповой, распев, который складывался из попевок; в песнопении различные попевки соединялись, образуя единую линию мелодического развития. Выбор попевок и их последовательность определяли индивидуальную форму песнопения. Большой знаменный распев отличался богатством и развитостью мелодики, использовался обычно при исполнении праздничных стихир.
Все эти распевы были одноголосными; в середине XVII века к ним добавились новые одноголосные распевы — киевский, болгарский и греческий. Однако уже в XVI веке на Руси зарождались ранние формы многоголосного пения, а в XVII веке распространилось так называемое партесное многоголосие, которое очень скоро вытеснило знаменное пение.
Сложное партесное пение, в котором количество голосов обычно колебалось от 3 до 12, но могло достигать и 48-ми (в частности, в партесных концертах XVIII века), способствовало дальнейшему развитию не только церковной музыкальной культуры, но и светской. Появились многоголосные обработки знаменного распева, а затем и новый жанр — партесный концерт a cappella.

### Русский духовный концерт
Духовный концерт, представлявший собою «состязание» двух и более противопоставленных друг другу хоров, пришёл с Запада, непосредственно — из католической Польши, в 30-х годах XVII века сначала в Малороссию, а после воссоединения с Россией, и уже в традициях русского партесного пения развивался усилиями целого ряда композиторов. Это прежде всего Василий Титов, автор многочисленных концертов и служб; сохранились также концерты Фёдора Редрикова, Николая Бавыкина, Николая Калашникова.
В отличие от западноевропейского, русский духовный концерт, в соответствии с традициями богослужения, не предполагал инструментальное сопровождение. Классические образцы сочинений этого жанра во второй половине XVIII века создали Максим Березовский и Дмитрий Бортнянский: это крупное по масштабам хоровое сочинение с контрастными приёмами изложения, с сопоставлением 3-х или 4-х разнохарактерных частей.

## Музыка в католическом богослужении
Начиная с X века в монодические хоралы начали проникать тропы — вставки гимнографических (то есть свободно сочинённых) текстов, и секвенции. К XII веку органум развился в трёх- и четырёх-голосный дискант, а затем и в более сложные формы; на их основе, в свою очередь, в XIII—XIV веках развивались крупные формы хоровой церковной музыки — месса (разраставшаяся постепенно) и мотет. Тридентский собор в середине XVI века запретил тропы и все секвенции, кроме четырёх: Victimae paschali (Пасхальной жертве), Veni Sancte Spiritus (Приди, Дух Святой), Lauda Sion (Хвали, Сион) и Dies irae (День гнева) Томмазо да Челано, ставшей основной частью канонической заупокойной мессы (реквиема). Позже была канонизирована и Stabat Mater францисканца Якопоне да Тоди.
Начиная с XI века в Западной и Центральной Европе медленно (поначалу это дорогостоящее новшество могли позволить себе только церкви крупнейших городов), но неуклонно распространялся орган; с ним в церковь пришло инструментальное сопровождение, строго регламентированное, как и всё в тогдашнем римско-католическом богослужении: звучание органа придавало торжественность определённым частям богослужения. На протяжении веков орган оставался единственным допущенным инструментом в католической церкви , значительно позже появились струнные, и уже в XVII веке, в эпоху барокко, в церковный обиход вошло чисто инструментальное произведение для струнных — sonata da chiesa (церковная соната), разновидность трио-сонаты. На рубеже XVI—XVII веков крупнейшие соборы уже располагали собственными инструментальными капеллами (которые могли выступать и вне церкви), что отражалось и на эволюции традиционных жанров церковной музыки.

### Мотет
Мотет, родившийся во Франции в XIII веке, не является сугубо церковным жанром: мотеты с самого начала сочинялись и на светские тексты, с использованием светских мелодий в качестве cantus firmus. Но сложность этого жанра хоровой музыки, в котором одна мелодия полифонически соединялась с одной, двумя, а то и тремя другими и при этом каждый голос пел свой текст, затрудняла восприятие текста. В результате за пределами церкви мотет превратился в род «учёной» музыки, на которой композиторы оттачивали и демонстрировали своё мастерство. В церкви же мотет постепенно упростился — в XV—XVI веках Жоскен Депре, Орландо Лассо, Джованни Габриели и Палестрина уже писали однотекстовые мотеты, строго вокальные, без инструментального сопровождения, хоровые сочинения, официально одобренные католической церковью.

### Месса

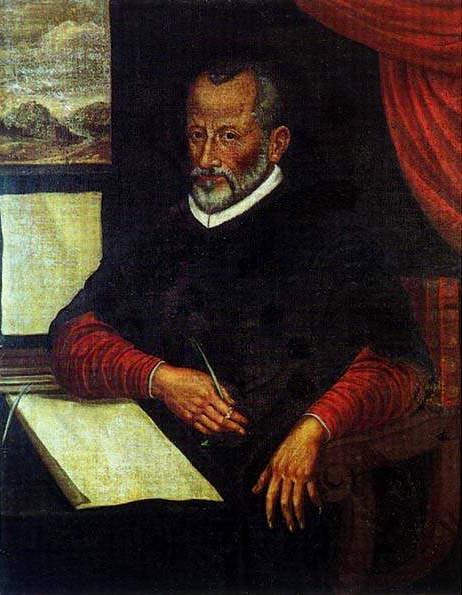
Джованни Пьерлуиджи да Палестрина

Самые ранние из известных нам авторских месс относятся к середине XIV века и принадлежат французу Гильому де Машо — многоголосные хоровые сочинения (точнее, обработки ординария) «Месса Нотр-Дам» и «Турнейская месса». Выдающимся образцом нидерландской школы XV века считается месса Mi-Mi Йоханнеса Окегема; ему же принадлежит и самый ранний из дошедших до нас реквиемов.
Многоголосные обработки григорианских напевов мессы создавались на рубеже XV—XVI веков и в Германии, при капелле императора Максимилиана I, в первую очередь Xенриком Изаком и его учеником Людвигом Зенфлем.
В эпоху Возрождения исполнение католической мессы постепенно эволюционировало от хора исключительно a cappella к чередованию хора и органа в манере alternatum (когда каждый стих сначала поёт хор, затем повторяет орган) и, наконец, уже в XVII веке, а где-то и раньше — к хору в сопровождении струнных инструментов. Сонаты для различных составов инструментов в отдельных разделах службы могли заменять хоровые части. Так, известная Sonata sopra Sancta Maria Клаудио Монтеверди предназначалась для исполнения во время вечерней службы.
Однако распространившиеся к середине XVI века усложнённое полифоническое пение и сольные органные музицирования во время богослужения вызвали реакцию со стороны церковного руководства: тот же Тридентский собор постановил очистить григорианский хоральный репертуар от более поздних наслоений и потребовал от композиторов большего внимания к слову. Образцом «посттридентской» католической культуры специалисты считают творчество Палестрины, писавшего строгие хоровые сочинения a cappella с прозрачной полифонией.

### Духовный концерт
Вместе с тем в Венеции в середине XVI века родилось новое направление в церковной музыке — концертное, представлявшее собою «состязание» противопоставленных друг другу двух и более хоров. Зарождение этого направления связывают с именем Адриана Вилларта, писавшего многоголосные обработки псалмов и библейских песней (особенно магнификатов). Позже появились многохорные мотеты К. де Pope, К. Меруло, Андреа и Джованни Габриели, с богатым инструментальным сопровождением. C конца XVI века вплоть до середины XVIII в католической церкви шла борьба между традиционной «римской» школой (в этом стиле продолжали работать, в частности, Алессандро Скарлатти и отчасти Ф. Дуранте) — и новым направлением, stile moderno (ars nova, seconda prattica), стремившимся к усилению интрументального начала, с одной стороны, и, под влиянием нарождающегося оперного искусства (одним из ранних представителей этого направления был Клаудио Монтеверди), к усложнению вокала — с другой. Представители этого направления включали в мессу чисто инструментальные, нередко светского происхождения, композиции для органа или струнных ансамблей, вводили сольное ариозно-речитативное пение и т. д., — то есть уходили всё дальше от собственно церковной музыки. И в этой борьбе традиционному направлению в конце концов пришлось уступить.

## Музыка в протестантском богослужении
Значительно большая по сравнению с католической открытость протестантской церкви миру и менее строгое отношение к обрядовой стороне церковной жизни отразились и на её музыкальной культуре; взаимопроникновение и взаимовлияние церковной и светской культуры, так или иначе существовавшее во все времена, в протестантизме выражено намного сильнее; наконец, и сама церковь, отказавшись от принципиального противопоставления духовного мирскому, не только проводила богослужения, но и устраивала концерты для прихожан, что в практику католической церкви вошло лишь несколькими веками позже. «Богоугодность» музыки, исполнявшейся в этих концертах, не обязывала её быть сугубо церковной.

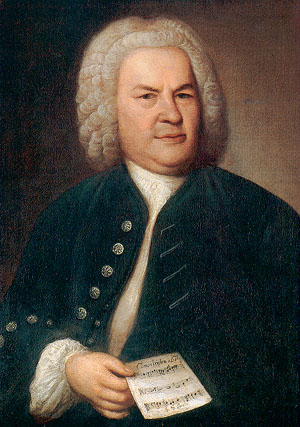
Иоганн Себастьян Бах — кантор церкви Св. Фомы

Вместе с латинским языком протестантская церковь отказалась и от многих обрядов церкви католической и, соответственно, от связанных с ними жанров церковной музыки. С другой стороны, и сам Мартин Лютер, и его последователи слагали для церковного обихода свои песни — на родном языке.
Лютеране в Германии, а позже и пуритане в Англии изгнали из своего обихода орган, как атрибут папистской церкви; в Германии к тому же Тридцатилетняя война повлекла за собой обнищание страны и упадок музыкальной культуры; месса исполнялась исключительно a cappella. Но во второй половине XVII века орган в лютеранскую церковь вернулся, и с этого времени она значительно больше — по сравнению с католической — уделяла внимания собственно музыке, предоставляя больше прав сопровождающим инструментам, в первую очередь органу. Забота об органном сопровождении мессы или хорала лежала на органисте или канторе, которые могли как сами писать музыку, так и использовать чужие сочинения, в том числе придворного композитора Михаэля Преториуса.

### Протестантская месса
Из шести частей католического ординария протестантская церковь сохранила только первые две части — Kyrie eleison («Господи, помилуй») и Gloria («Слава»). При этом функция органа не сводилась к простому сопровождению хора: органные прелюдии предваряли и завершали службу; прелюдии, а также фантазии, ричеркары, токкаты могли исполняться и по ходу богослужения, — то, с чем боролась римско-католическая церковь, свободно развивалось в церкви протестантской.

### Протестантский хорал
Сократив мессу католическую, Мартин Лютер ввёл в богослужение так называемую «немецкую мессу»; в своём труде «Deutsche Messe» (1526) даже рекомендовал небольшим городам ограничиться «немецкой мессой», состоявшей исключительно из немецких песнопений, позже названной протестантским хоралом.
В этой части богослужения, по замыслу Лютера, община должна была хором исполнять песни и гимны религиозного характера; соответственно, и музыкальное оформление текстов, представлявших собою в одних случаях оригинальные сочинения, в других — переведённые на немецкий язык тексты из католического богослужения, должно быть несложным, доступным непрофессиональным исполнителям, — что побудило протестантскую церковь вернуться к традициям одноголосного григорианского пения.
В протестантском хорале соединилось несколько традиций: помимо григорианского хорала — традиции старых форм немецкой духовной песни, Leise (выросли из восклицаний Kyrie eleison) и Rufe (где краткие строфы запева чередуютя с протяжёнными строфами рефрена), а также песен XV века в стиле миннезингеров и ранних мейстерзингеров. Как и в мессе, здесь важная роль отводилась органу: прелюдирование на хоральные темы предваряло эту часть службы, и по ходу её могли исполняться различные пьесы, нередко импровизационные и, в противовес самому хоралу — полифонические.

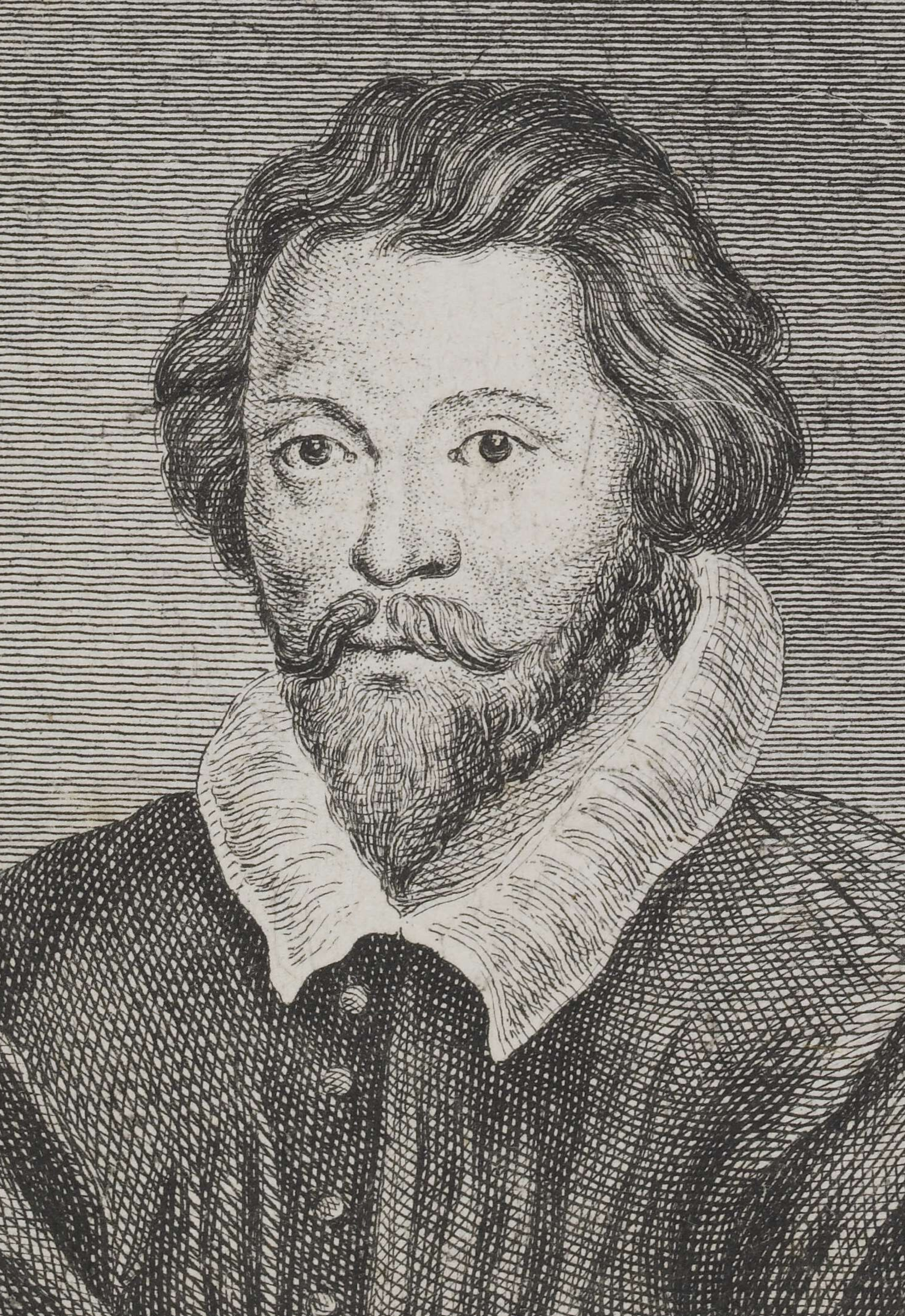
Уильям Бёрд

Когда речь идёт о протестантском богослужении, не всегда легко сказать, что здесь является собственно церковной музыкой, а что — музыкой, допущенной в церковь благодаря её открытости: не в церкви родились как жанры токката, ричеркар, прелюдия и фантазия, и исполнялись они не только во время служб, но и в концертах; и даже для песнопений «немецкой мессы» Лютер нередко выбирал мелодии популярных в то время светских песен. Так или иначе, музыку для обихода лютеранской церкви писали крупнейшие немецкие композиторы XVII—XVIII веков, от Михаэля Преториуса и Генриха Шютца до И. С. Баха.
В англиканской церкви после её отделения от Рима в 1534 году месса ещё долгое время исполнялась на латыни, соответственно, продолжали развиваться и традиционные жанры — месса и мотет; немало сочинений в этих жанрах создано Уильямом Бёрдом. Однако уже в 30-х годах XVI века Т. Стернхолд и Дж. Хопкинс перевели на английский язык псалмы и вместе с другими композиторами сочинили для них новые мелодии. На рубеже XVI—XVII веков были созданы и многоголосные обработки псалмов. В Англии появился и оригинальный жанр церковной музыки — антем, песнопение, в котором сольные партии чередуются с хоровыми, исполняемое в сопровождении органа или струнных инструментов. Сочинения в этом жанре оставили Томас Морли, Уильям Бёрд, О. Гиббонс, Генри Пёрселл, Г. Ф. Гендель.
В эпоху Просвещения многие традиции протестантской церкви были забыты; после смерти И. С. Баха в жанре кантаты значительных произведений было создано не много, оратории на религиозные сюжеты с конца XVIII писали для концертного зала, а не для церкви. Однако в конце XIX века в Германии образовался целый ряд обществ для изучения и пропаганды старой протестантской музыки (известнейший представитель этого движения — Альберт Швейцер), и в XX веке уже многие немецкие композиторы писали протестантскую музыку: К. Томас, И. Н. Давид, Х. Дистлер, Э. Пеппинг, И. Дрислер, X. В. Циммерман…

### Музыка евангельских христиан
У истоков музыки евангельских христиан стоял баптистский пастор Бенджамин Кич. Около 1673 года он заставил прихожан своей церкви в Саутуарке по окончании причастия петь гимн (ссылаясь на Мк. 14:26). Новая практика вызвала споры — в то время пение текстов, не взятых полностью из Библии, считалось «проявлением папизма» и рассматривалась как форма заученной «фиксированной молитвы», поэтому часть прихожан покидала церковь перед началом пения. Несмотря на угрозы отлучения от церкви, Кич продолжил музыкальное служение — в 1679 году он ввёл пение одного гимна «в дни общественного благодарения», а в 1697 году выпустил сборник из 37 гимнов, сочинённых для исполнения во время причастия.
Новый этап развития евангельской музыки связан с именем Чарльза Уэсли, родного брата Джона Уэсли. Чарльз написал 6,5 тысяч гимнов, воплощая в них свой христианский опыт — покаяние, прощение, освящение. К трём текстам Чарльза мелодию написал Г. Ф. Гендель. Гимны Чарльза исполнялись в общинах методистов всем собранием, иногда мужчины и женщины пели по очереди.
Традиции братьев Уэсли были продолжены «сладким певцом методизма» — Айрой Дэвидом Сэнки (1840—1908), сопровождавшим служения американского евангелиста Дуайта Муди. Сэнки удачно использовал популярные музыкальные стили как средство евангельской проповеди. Реклама служения этих двух проповедников гласила: «Муди будет проповедовать Евангелие, Сэнки будет петь Евангелие». В это же время генерал Армии Спасения Уильям Бут ввёл подражания и заимствования из «мирской» музыки. Своим критикам он отвечал: «Мирская музыка, говорите вы? Принадлежит дьяволу? Что же, если бы даже было и так, я бы отнял её у него…»
В начале XX века музыкальное служение евангельских церквей Америки находилось под значительным влиянием со стороны госпел. В это же время наметилась тенденция к созданию более профессиональной музыки. Для участия в церковных богослужениях образовывались постоянные (зачастую семейные) музыкальные группы. С ростом религиозного вещания на радио и телевидении, подобные коллективы зазвучали за пределами церкви. Во второй половине XX века это привело к созданию современной христианской музыки, как отдельного жанра поп-музыки.

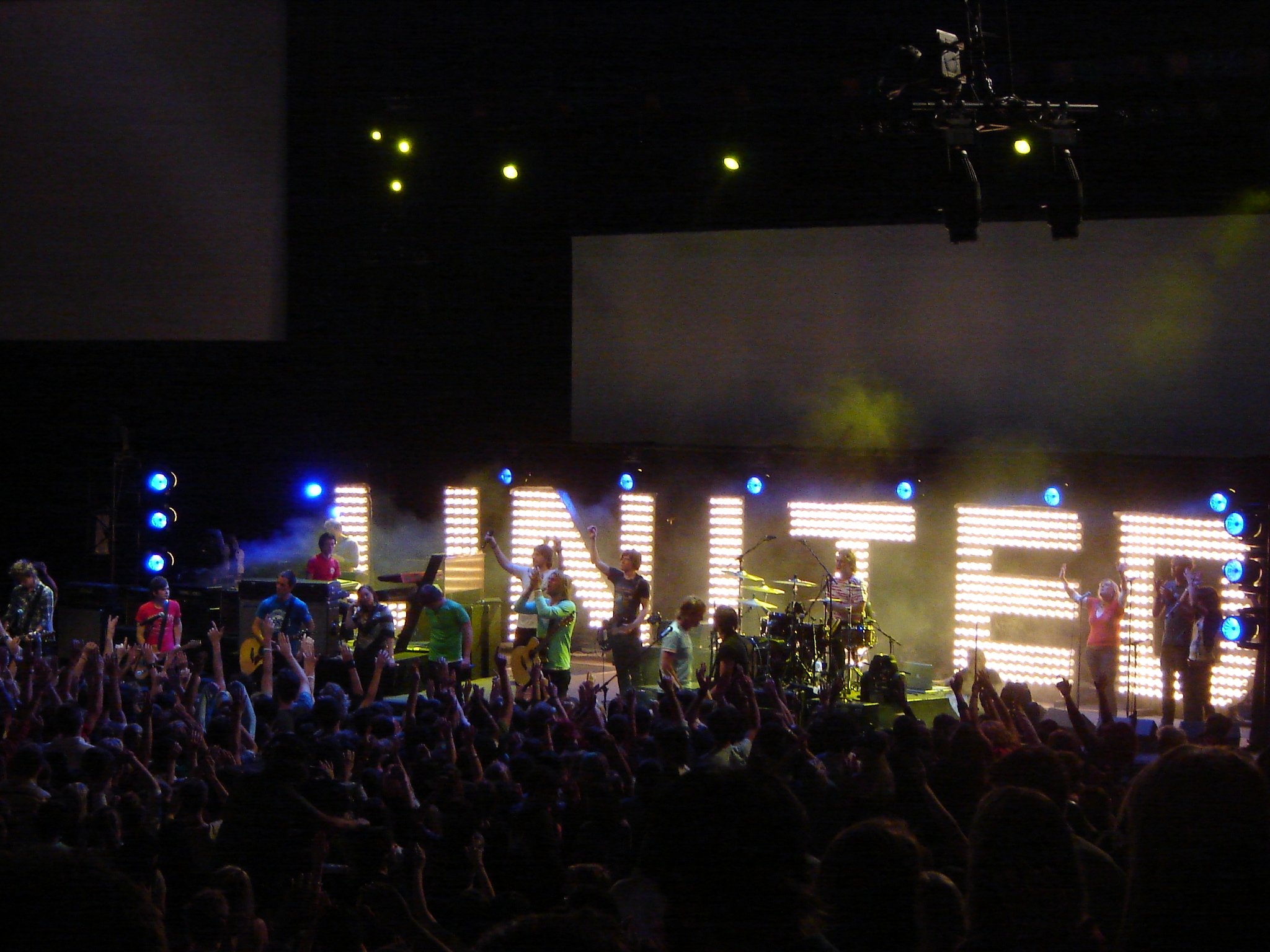
Поклонение в церкви «Хиллсонг»

В России создание музыкально-певческого служения евангельских христиан связано с именем И. С. Проханова. Проханов написал 624 песни и ещё 413 перевёл из английского, немецкого, латышского, финского, эстонского. В 1902 году им был издан сборник Гусли. О концепции евангельской музыки в России Проханов писал:
Православная церковная музыка была прекрасной, но печальной... Музыка Евангельского христианского движения не могла быть печальной... я решил сделать все, чтобы Евангельская музыка была способна выражать высшую радость, которая существует на Земле, радость, источник которой есть небо.
В 1970-х годах в рядах «Движения Иисуса» (состоящего из обращённых в христианство хиппи) развивается новый стиль — «хвалы и поклонения» (worship). Первоначально стиль использовался в церквах харизматического движения, однако впоследствии проник и в другие протестантские деноминации.

## Церковная музыка как учебный предмет
Во всех семинариях и других христианских учебных заведениях преподаётся Церковное пение как особая дисциплина. Иногда церковное пение входит в курс Литургики или Церковного искусства.